# Cervinara
Cervinara est une commune italienne de la province d'Avellino, dans la région Campanie.

## Administration
| Période                                  | Période  | Identité          | Étiquette     | Qualité     |
| ---------------------------------------- | -------- | ----------------- | ------------- | ----------- |
| 1988                                     | 1988     | Pasquale Lombardi | DC            | Juge fiscal |
| 1989                                     | 1990     | Pasquale Lombardi | DC            | Juge fiscal |
| 1992                                     | 1993     | Pasquale Lombardi | DC            | Juge fiscal |
| 2000                                     | 2010     | Franco Cioffi     | Centre-gauche |             |
| 2010                                     | En cours | Filuccio Tangredi | UDC           | Comptable   |
| Les données manquantes sont à compléter. |          |                   |               |             |

### Hameaux
Castello, Ioffredo, Ferrari, Valle, Pantanari, Trescine, Scalamoni, San Marciano, Curielli, Salomoni, Pirozza

### Communes limitrophes
Avella, Montesarchio, Roccarainola, Rotondi, San Martino Valle Caudina